# هوپلیتوسور

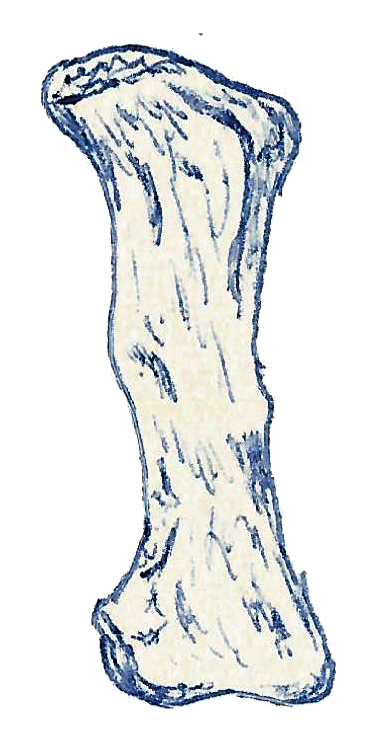
تصویری نقاشی شده فسیلی از Hoplitosaurus

هوپلیتوسور (نام علمی: 'Hoplitosaurus') (به معنی سوسمار هوپلیت)، یک دایناسور گیاه‌خوار مربوط به دورهٔ کرتاسه پیشین می‌باشد که در ۱۳۵ تا ۱۱۹ میلیون سال پیش می‌زیست. سنگوارهٔ این دایناسور در داکوتای جنوبی، ایالات متحده کشف شده‌است و در سال ۱۹۰۲ به وسیله فرددریک لوکاس نام‌گذاری شد.
گونه خاص این جنس هوپلیتوسور مارشی نام دارد.

## مطالعه بیشتر
- Olshevsky, G. 2010. Dinosaur Genera List بایگانی‌شده  در ۱۵ ژوئیه ۲۰۱۱ توسط Wayback Machine. Retrieved July 7, 2010.
- Tweet, J. N.d. Thescelosaurus!. Retrieved April 16, 2009.
- Walters, M. & J. Paker 1995. Dictionary of Prehistoric Life. Claremont Books. ISBN 1-85471-648-4.
- Weishampel, D.B. , P. Dodson & H. Osmólska (Eds.) 2004. The Dinosauria, Second Edition. University of California Press, ISBN 0-520-24209-2.